# Ötfős labdarúgás a 2008. évi nyári paralimpiai játékokon
A 2008. évi nyári paralimpiai játékok során az ötfős labdarúgás mérkőzéseit szeptember 7. és szeptember 17. között rendezték.

## Végeredmény
| Arany | Ezüst | Bronz |
| Brazília Fabio Ribeiro Vasconcelos (csapatkapitány) Sandro Soares Damiao Ramos Severino Silva Ricardo Alves Marcos Felipe Mizael Oliveira Joao Batista Silva Jefferson Goncalves Andreonni Farias Rego Edző: Antonio Padua Alves da Costa | Kína Li Xiaoqiang (csapatkapitány) Xia Zheng Wang Zhoubin Chen Shanyong Wang Yafeng Wei Zheng Zhang Qiang Yu Yutan Yang Xinqiang Zheng Wenfa Edző: Dong Junjie | Argentína Silvio Velo (csapatkapitány) Gonzalo Abbas Hachache Eduardo Diaz Diego Cerega Lucas Rodriguez Dario Lencina Antonio Mendoza Gustavo Maidana Ivan Figueroa Jose Luis Jimenez Edző: Gonzalo Vilarino |